# Thomas Lampert (Musiker)
Thomas Lampert (* 1958 in Offenburg) ist ein deutscher Klarinettist.
Der Cousin des Hornisten Christian Lampert studierte zunächst an den Musikhochschulen Karlsruhe und Würzburg und wechselte dann nach Freiburg, wo Karsten Gorzel einflussreicher Lehrer war. 1982 wurde er noch als Student Mitglied des Philharmonischen Orchesters Würzburg. Seither ist er neben seiner Stelle als Solo-Klarinettist im Philharmonischen Orchester Würzburg Lehrbeauftragter an der Musikhochschule Würzburg.
Mitwirkung an zahlreichen CD-Produktionen. Neben seiner Anstellung im Sinfonieorchester engagiert sich Lampert auch stark im Bereich der Kammermusik.